# Saint-Saturnin (Cantal)
Saint-Saturnin è un comune francese di 234 abitanti situato nel dipartimento del Cantal nella regione dell'Alvernia-Rodano-Alpi.

## Società

### Evoluzione demografica
Abitanti censiti